# Peco
Tetsuko Okuhira (オクヒラテツコ Okuhira Tetsuko?, nacida el 30 de junio de 1995) conocida profesionalmente como Peco (ぺこ Peko?), es una modelo, personalidad de televisión, y cantante japonesa. Está representada por Starray Production. Fue miembro de la Yoshimoto Creative Agency en Osaka.

## Primeros años
Peco nació en la prefectura de Osaka en 1995. Creció en el seno de una familia adinerada que dirige una empresa de materiales de construcción. Peco entró como alumna de séptimo curso en el New Star Creation (NSC) Josei Tarento Course cuando estaba en el instituto, donde tuvo actividades con Yoshimoto. Tras graduarse en el instituto de Tokio, empezó a trabajar a tiempo parcial en una tienda de ropa de Harajuku, y más tarde se unió a Starray Production

## Carrera
- En julio de 2010, Peco fue elegida como una de las PR Girls en "Glico Giant Caprico PR Girls Audition" de Welcome TV.
- En abril de 2011, se matriculó en el NSC Josei Tarento Course.
- En abril de 2012, Peco se unió a la unidad de chicas de Yoshimoto, Tsubomi. Cuando se unió a Yoshimoto's Tsubomi, participó activamente en la combinación cómica "Sakuranbo". Tuvieron una experiencia de entrar en la segunda preliminar de los MBS Manzai Awards en 2012.[1]
- Después de graduarse de Tsubomi, Peco se convirtió en un modelo de lector, y cambió a su nombre artístico actual y apareció en Zipper y HR. También actuó como chica de imagen en Tenshi no Tsubasa.
- El 17 de septiembre de 2014 Peco's comenzó su carrera musical con el single "Peco Ondo" bajo el nombre de peco.[6]
- En septiembre de 2015, en el programa de variedades Onna no Karada Atari Search Bangumi: Naze? Soko? donde fue presentada como Charisma Model Shitennō junto con Nicole Fujita, Miyu Ikeda y Chisato Yoshiki.[7] Más tarde, en el mismo mes, Peco apareció en Gyōretsu no Dekiru Hōritsusōdansho junto a Ryucheru, y desde entonces, aparecieron juntos en varios programas de variedades.[[8]
- El 31 de diciembre de 2016, anunció su matrimonio con el fallecido Ryuchell[9][10] (1995–2023).

En julio de 2018, anunciaron el nacimiento de su hijo, llamado Link en honor a Link Larkin de Hairspray. El 25 de agosto de 2022, anunciaron en Instagram que se separaban legalmente tras discutir sobre los roles de género de Ryuchell. Sus agencias confirmaron que ambos se habían divorciado, aunque seguían viviendo juntos.

## Discografía

### Sencillos
| Año  | Título      |
| ---- | ----------- |
| 2014 | "Peco Ondo" |

## Filmografía

### Cine
| Año  | Título                                                   | Papel      | Notas |
| ---- | -------------------------------------------------------- | ---------- | ----- |
| 2019 | Crayon Shin-chan: Honeymoon Hurricane ~The Lost Hiroshi~ | Ella misma | voz   |

### programas de TV
| Título                                   | Canal   | Notas                    |
| ---------------------------------------- | ------- | ------------------------ |
| Peke×Pon                                 | Fuji TV | Quasi-regular            |
| Yasashī Hitonara Tokeru: Quiz yasashī ne | Fuji TV | Quasi-regular since 2016 |
| Gyōretsu no Dekiru Hōritsusōdansho       | NTV     | Occasional appearances   |
| Tensai! Shimura Dōbutsuen                | NTV     | Quasi-regular            |

### Revistas
| Título  |
| ------- |
| Zipper  |
| HG      |
| Popteen |

### Teatro
| Año  | Título                 |
| ---- | ---------------------- |
| 2014 | Troy Melay ni sayonara |

### Animación
| Año  | Título   | Ref.          |
| ---- | -------- | ------------- |
| 2016 | Tohyo-to | [ 14 ] [ 15 ] |